# Zweigestreifte Quelljungfer
Die Zweigestreifte Quelljungfer (Cordulegaster boltonii) ist eine sehr große, an sauberen, kleinen Fließgewässern vorkommende Libelle aus der Unterordnung der Großlibellen (Anisoptera). Sie ist durch eine schmale Gelbstreifung auf schwarzer Grundfarbe gekennzeichnet. Die Art gilt etwa in Deutschland als gesetzlich „besonders geschützt“, steht dort aber nicht auf der aktuell gültigen Roten Liste gefährdeter Arten.

## Merkmale

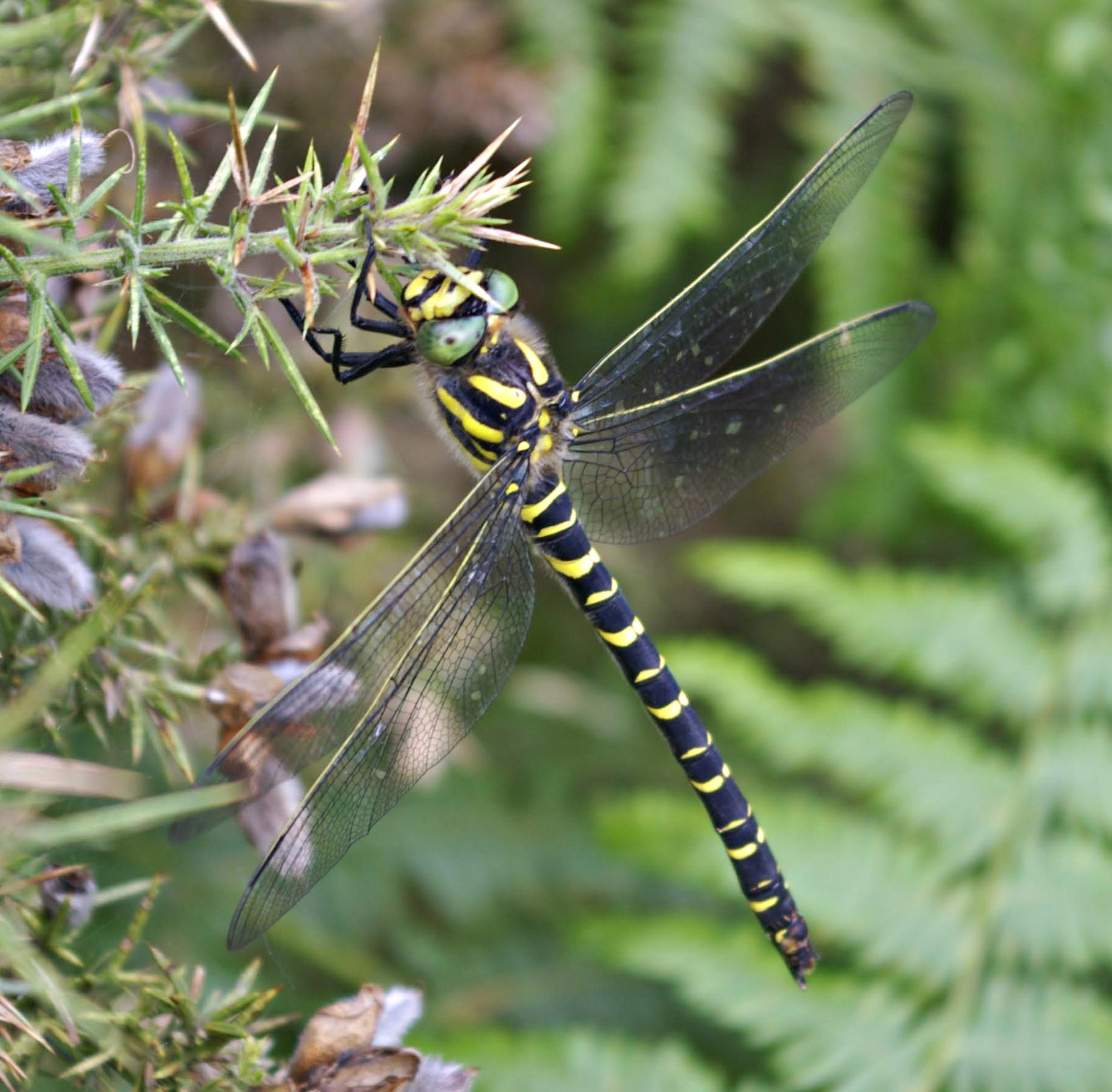
Weibchen

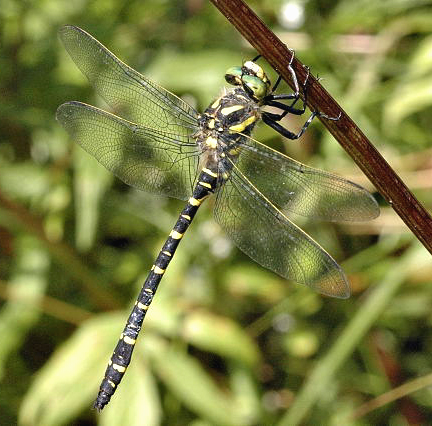
Männchen

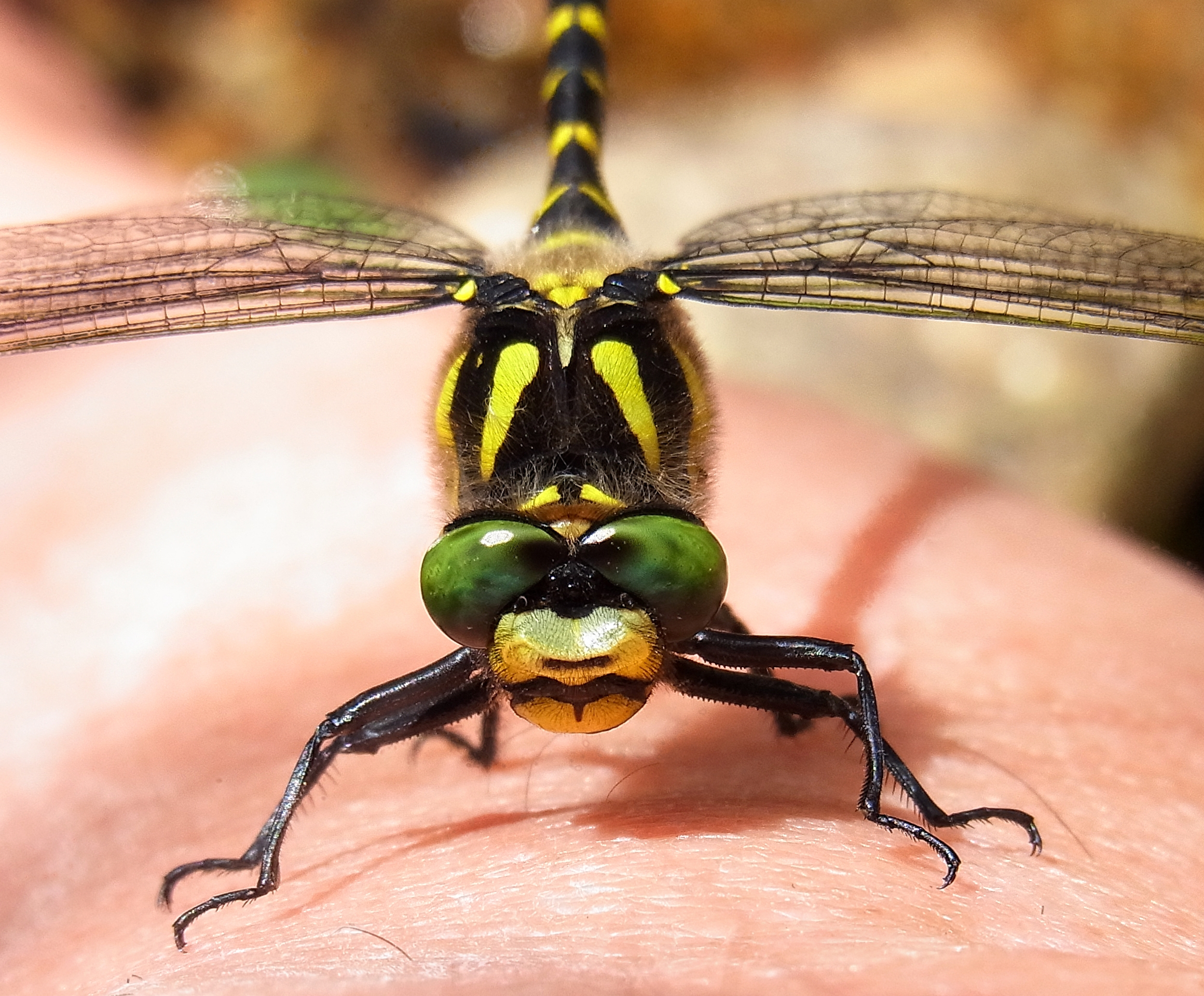
Detail

Die Imago der Zweigestreiften Quelljungfer erreicht bei den Weibchen Körperlängen um die 85 Millimeter, womit noch die größten Edellibellen-Arten übertroffen werden. Die Flügel haben Spannweiten zwischen neun und elf Zentimetern. Wie bei allen Vertretern der Quelljungfern berühren sich die Augen nur in einem Punkt. Der Thorax ist schwarz und weist gelbe Antehumeralstreifen und Seitenbinden auf. Der ebenfalls schwarze Hinterleib (Abdomen) hat gelbe, in der Mitte meistens unterbrochene Querbinden, wobei sich jeweils eine breitere in der Segmentmitte und eine schmälere am hinteren Rand des Segmentes befindet. Die Färbung ist bei beiden Geschlechtern etwa gleich. Das hinten zwischen den Augen gelegene Hinterhauptdreieck ist gelb. Auf der Unterseite der oberen Hinterleibsanhänge (Cerci) befindet sich – im Gegensatz zur ähnlichen Gestreiften Quelljungfer (Cordulegaster bidentata) – nur ein Zähnchen.

## Vorkommen
Zweigestreifte Quelljungfern leben an Bergbächen und an sandgründigen Tieflandbächen mit einer recht guten Wasserqualität. Manchmal handelt es sich nur um schmale Rinnsale, wohingegen breitere Fließgewässer gemieden werden. Das Areal der Art erstreckt sich von Nordwestafrika und der Iberischen Halbinsel über West- und Mitteleuropa bis nach Russland im Osten und Mittelskandinavien im Norden. Im Mittelmeerraum treten drei Unterarten auf, die Mischpopulationen bilden können.
In Deutschland kommt Cordulegaster boltonii zerstreut vom Norddeutschen Tiefland (z. B. Lüneburger Heide) bis in die Alpen vor. Schwerpunkte der Verbreitung und Häufigkeit sind gewässerreiche Ränder der Mittelgebirge, in Jungmoränengebieten Ostdeutschlands auch Bäche an Endmoränen und in Urstromtälern.

## Lebensweise

### Larven
Die mit über 40 Millimetern Länge sehr großen und kräftigen Larven leben eingegraben im Substrat strömungsarmer, vegetationsloser Abschnitte von wenig- oder unverschmutzten Bächen und Gräben. Besonders Ruhigwasserstellen, wie sie durch Stauhindernisse, Auskolkungen oder Gleithänge in einem Bachmäander entstehen, werden besiedelt. Darüber hinaus kommen die Larven in seichten Randbereichen der Quellrinnen von Kalkquellmooren, in kleinen Quell- und Sinterbecken mit Kalktuff oder auch in nassen Moospolstern vor. Ihre Entwicklungsdauer beträgt je nach Biotopverhältnissen und Wassertemperaturen etwa drei bis sieben, meist wohl vier bis fünf Jahre. Die Larven sind vorwiegend nachtaktive, passive Lauerjäger, die sich im Sediment verbergen, nur mit den Augen herausschauen und Bachflohkrebse, Muschelkrebse, Käfer sowie aquatil lebende Larven diverser Insekten erbeuten. Auch Kannibalismus zwischen den Libellenlarven kommt vor. Bei absinkendem Wasserspiegel suchen die Larven tiefere Wasserlöcher auf, verkriechen sich unter Steinen, Moos oder Falllaub oder sie graben sich im Schlamm ein.

### Erwachsene Tiere

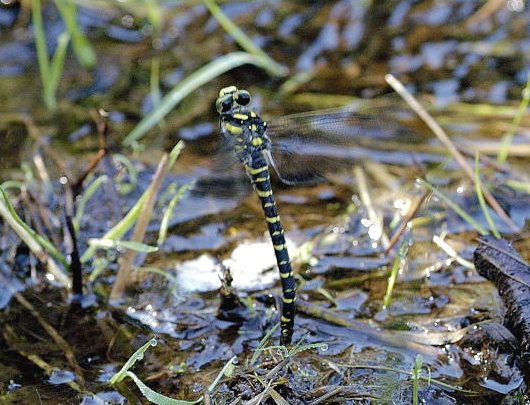
Weibchen bei der Eiablage

Der Schlupf der Imagines aus dem letzten Larvenstadium erfolgt meist in den frühen Morgenstunden und unmittelbar am Ufer, gelegentlich entfernen sich die Larven aber auch mehrere Meter vom Wasser. Die Exuvien findet man meist mit dem Kopf etwas nach hinten geneigt an senkrechten oder überhängenden Strukturen in krautiger Vegetation, an Steinen oder an Wurzeln. Während die geschlüpften Libellen ausreifen, fliegen sie abseits vom Gewässer an besonnten Stellen (Wiesen, Waldlichtungen).
Zweigestreifte Quelljungfern sind keine sehr ausdauernden Flieger. Die Männchen patrouillieren in geringer Höhe entlang der besiedelten Gewässer auf und ab und setzen sich nach wenigen Minuten auf Uferpflanzen oder Zweigen ab. Feste Territorien haben sie nicht. Die Weibchen sind kaum zu sehen; sie kommen wahrscheinlich nur zur Eiablage ans Gewässer. Zur Ernährung fangen die erwachsenen Tiere kleinere Insekten. Ihre Lebensdauer wird auf mindestens acht Wochen geschätzt.
Die Flugzeit liegt in Mitteleuropa zwischen Anfang Juni und Ende September/Anfang Oktober, mit einem Schwerpunkt im Juli und August. Zur Fortpflanzung bilden die Paare die für Libellen üblichen „Tandems“ und „Kopulationsräder“. Die anschließende Eiablage vollzieht sich in einer eigentümlichen, nur für Cordulegaster-Arten typischen Weise. In etwa senkrechter Körperhaltung pflügen die fliegenden Weibchen die Eier regelrecht in das Bodensubstrat des Baches; dazu haben sie einen speziell ausgebildeten langen Legeapparat. Das Tier macht dabei Setzbewegungen im Ein- bis Zweisekundentakt, wobei immer einige Eier in den Boden „eingeimpft“ werden. Durch das oftmalige Einstoßen des Legeapparates in das Substrat nutzt sich dieser mit der Zeit stark ab.

## Taxonomie und Nomenklatur
Die Art wurde erstmals 1805 von Pierre André Latreille als Aeschna annulata beschrieben. Dieser Name war jedoch ein ungültiges Homonym, da das Artepitheton annulata in der gleichen Gattung bereits von Johann Christian Fabricius 1798 für eine indische Art vergeben worden war. Der älteste nach den Regeln der zoologischen Nomenklatur gültige Name ist Libellula boltonii, der im Jahr 1807 von dem britischen Zoologen Edward Donovan (1768–1837) in Band 12 des Werkes The Natural History of British Insects aufgestellt wurde. Die Art wurde später in die Gattung Cordulegaster überführt.
Den wissenschaftlichen Namen der Art wählte Donovan zu Ehren von William Bolton (1722–1778) aus Halifax (West Yorkshire). Dieser war wie sein jüngerer Bruder James Bolton ein begeisterter Amateur-Zoologe und Naturalien-Sammler.